# Czermna (Szerzyny)
Czermna ist ein Dorf der Gemeinde Szerzyny im Powiat Tarnowski der Woiwodschaft Kleinpolen in Polen.

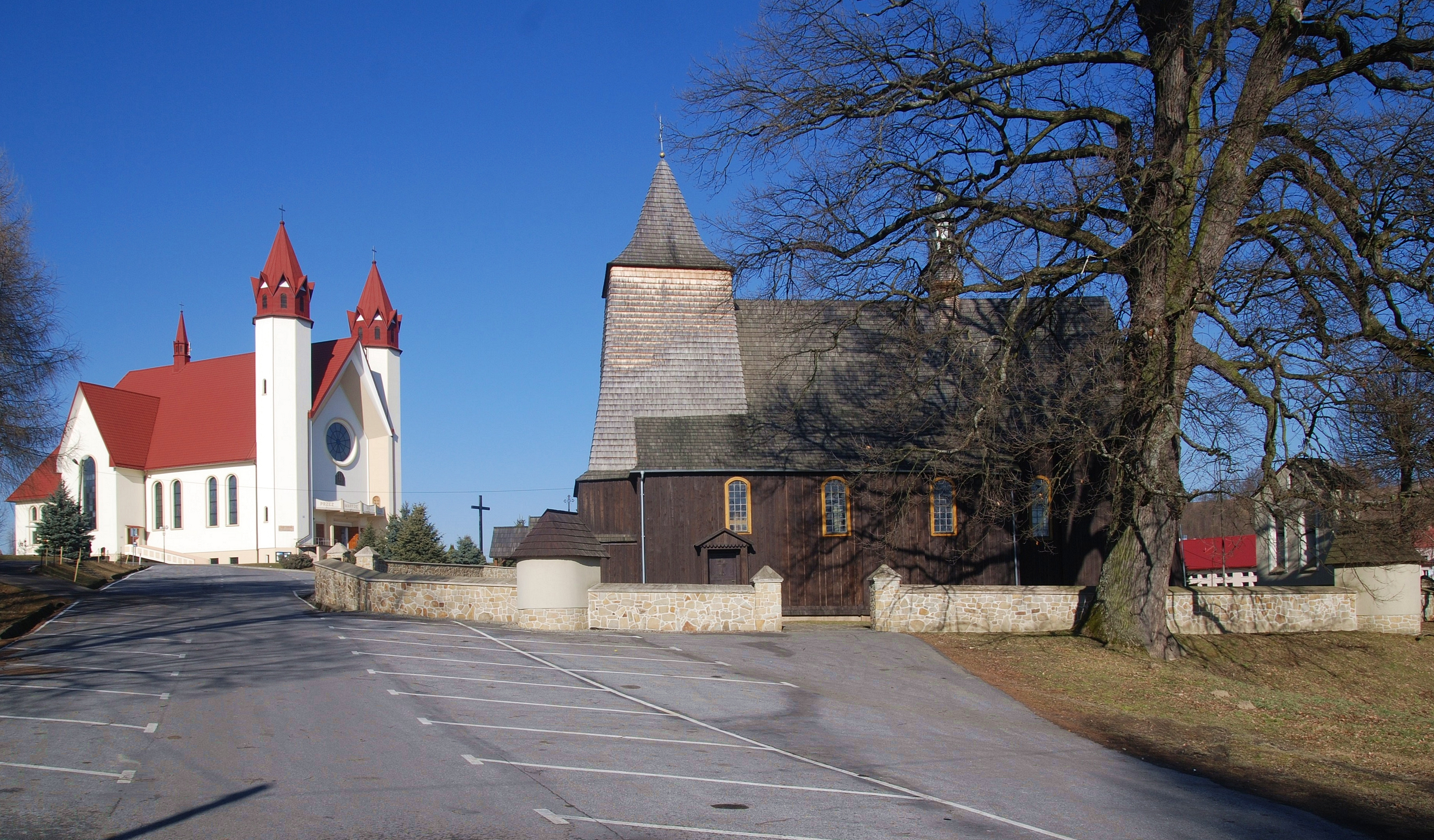
Kirchen in Czermna

## Geographie
Der Ort liegt im Pogórze Ciężkowickie, im Landschaftsschutzpark Pasma Brzanki, südlich des Brzanka-Kamms (534 m), 9 km nordöstlich der Stadt Biecz. Die Nachbarorte sind Szerzyny im Südwesten, Swoszowa im Nordwesten, Jodłowa im Norden, Błażkowa im Nordosten, Brzyska im Osten, sowie Święcany und Jabłonica im Süden.

## Geschichte
Die ersten Erwähnungen des Orts tauchten in der zweiten Hälfte des 14. Jahrhunderts auf. Aus dem Jahr 1389 stammt eine königliche Bestätigung eines verlorenen Dokuments aus 1353, über die Übergabe des Dorfs Czyrmna an drei ruthenische [ukrainische] Brüder namens Chodko, Piotr und Ostaszek, den Söhnen von Iwan, die vermutlich dem polnischen König Kasimir dem Großen in der Einnahme Rotrutheniens halfen. 1360 erhielt Piotr Rusin Iwanowicz das königliche Privileg für die rechtliche Übertragung des Dorfs Czirmna ins Neumarkter Recht. 1383 wurde das Dorf als Rufa Aqua (etwa Rotes Waßer) und 1398 als Czirmna alias Ruffa Aqua erwähnt. Diese Erwähnungen de facto leiten den Namen Czermna vom altkirchenslawischen чрьмьнъ bzw. altukrainischen чьрмьнъ (polnisch czerwień, deutsch Rot[e Farbe]) ab, obwohl es Dutzende Kilometer westlich des ukrainischen Sprachraums gelegen ist. Der Name ist topographisch, abgeleitet vom örtlichen Fluss, der lokal von Erz rote Farbe hatte. Die römisch-katholische Pfarrei wurde wahrscheinlich noch im 14. Jahrhundert errichtet, wurde aber erst im Jahr 1518 erwähnt. Zwei Jahre später wurde die heutige Holzkirche erbaut.
Das Dorf gehörte zum Königreich Polen (ab 1569 Adelsrepublik Polen-Litauen), Woiwodschaft Krakau, Kreis Biecz.
Bei der Ersten Teilung Polens kam Czermna 1772 zum neuen Königreich Galizien und Lodomerien des habsburgischen Kaiserreichs (ab 1804). Ab dem Jahr 1855 gehörte Czermna zum Bezirk Jasło.
1918, nach dem Ende des Ersten Weltkriegs und dem Zusammenbruch der k.u.k. Monarchie, kam Czermna zu Polen. Unterbrochen wurde dies nur durch die Besetzung Polens durch die Wehrmacht im Zweiten Weltkrieg.
Von 1975 bis 1998 gehörte Czermna zur Woiwodschaft Tarnów.

## Persönlichkeiten
- Józef Przerwa-Tetmajer (1804–1880), Mathematiker, Dichter, Nationalaktivist und Aufständischer;